# Філіп Стоун
Філіп Стоун (англ. Philip Stone; 14 квітня 1924, Лідс, Англія, Велика Британія — 15 червня 2003, Лондон, Велика Британія) — англійський актор.

## Біографія
Філіп Стоун народився в Лідсі, Велика Британія наймолодшою дитиною з чотирьох родини директора середньої школи. Батько Філіпа був з багатодітної сім'ї. Всі чотирнадцять дітей дідуся актора стали вчителями, а також заснували капусник «Музикальні Стоуни» (англ. the Musical Stones). Навчався в місцевій школі, але залишив її коли йому було 14, почавши працювати на інженерну компанію Jonas Woodhead & Sons, де він жив. У 1943 був зарахований до Королівських повітряних сил Великої Британії, в той же час він навчався у Коледжі музичного та драматичного мистецтва у Лідсі. У 1950-х переніс операцію по видаленню половини легені, через хворобу на туберкульоз.
Помер у Лондоні.

## Кар'єра
У 1947 отримав роль другого плану у одному з театрів Лондона. Через хворобу змушений був тривалий час лікуватися. Після одужання повернувся працювати у інженерну компанію. Робота в місцевій аматорській труппі повернула актора до творчої діяльності. У 1960 він переїжджає до Лондона, де починає отримувати ролі в серіалах. Роботу на телебаченні суміщає з театральною акторською діяльністю. У пригодах про Джеймса Бонда «Кульова блискавка» мав невеличку роль. У 1966—1967 виконував роль шпигуна у британському телесеріалі «Ловці щурів», яка зробила актора впізнаваним. У стрічці Стенлі Кубрика «Механічний апельсин» Ліберті з'явився у ролі батька головного героя Алекса Алекс ДеЛарджа. Епізодична, але якрава поява актора — роль Греді у стрічці «Сяйво».

## Особисте життя
У 1953 Стоуна запросили керувати аматорськими акторами у Лідсі, серед них була медсестра Маргарет Пікфорд. Через три тижні після знайомста вони обручилися. Того ж року побралися. Вони були одружені з Маргарет до її смерті у 1984. У шлюбі народилися син та донька.

## Фільмографія

### Фільми
| Рік  | Назва                                   | Оригінальна назва                    | Роль               | Примітки               |
| ---- | --------------------------------------- | ------------------------------------ | ------------------ | ---------------------- |
| 1963 | «Таємничі незнайомці»                   | Unearthly Stranger                   | Джон Ланкастер     |                        |
| 1965 |                                         | Never Mention Murder                 | інспектор          |                        |
| 1965 | «Кульова блискавка»                     | Thunderball                          | привид             | в титрах не зазначений |
| 1968 | «Куди залітають тільки орли»            | Where Eagles Dare                    | оператор           | в титрах не зазначений |
| 1970 | «Фрагмент страху»                       | Fragment of Fear                     | сержант            |                        |
| 1971 | «Заради кохання»                        | Quest for Love                       | Мейсон             |                        |
| 1971 | «Механічний апельсин»                   | A Clockwork Orange                   | тато Алекса        |                        |
| 1973 | «О, щасливчик!»                         | O Lucky Man!                         | різні ролі         |                        |
| 1973 | «Гітлер: Останні десять днів»           | Hitler: The Last Ten Days            | генерал Джодл      |                        |
| 1975 | «Баррі Ліндон»                          | Barry Lyndon                         | Грехем             |                        |
| 1976 | «Це не повинно трапитися з ветеринаром» | It Shouldn't Happen to a Vet         | Джек Алмонд        |                        |
| 1976 | «Подорож проклятих»                     | Voyage of the Damned                 | секретар           |                        |
| 1978 | «Дотик медузи»                          | The Medusa Touch                     | Дін                |                        |
| 1978 | «Володар Перснів»                       | The Lord of the Rings                | Теоден/углук       | озвучення              |
| 1979 | «Врятуйте „Титанік“»                    | S.O.S. Titanic                       | капітан            |                        |
| 1980 | «Сяйво»                                 | The Shining                          | Греді              |                        |
| 1980 | «Флеш Гордон»                           | Flash Gordon                         | Зогі               |                        |
| 1981 | «Зелений лід»                           | Green Ice                            | Келлерман          |                        |
| 1984 | «Іван Павло II»                         | Pope John Paul II                    | архієпископ Базіак | телефільм              |
| 1984 | «Індіана Джонс і Храм Долі»             | Indiana Jones and the Temple of Doom | капітан Бламберт   |                        |
| 1985 |                                         | Shadowlands                          | Геррі              | телефільм              |
| 1993 | «Дитя Макона»                           | The Baby of Mâcon                    | єпископ            |                        |
| 1995 | «Пророк Мойсей: Вождь-визволитель»      | Moses                                | Іофор              | телефільм              |
| 1999 |                                         | Doomwatch: Winter Angel              | Спенсер            | телефільм              |

### Телесеріали
| Рік       | Назва                            | Оригінальна назва                 | Роль                 | Примітки    |
| --------- | -------------------------------- | --------------------------------- | -------------------- | ----------- |
| 1960      |                                  | The Old Pull 'n Push              | Сід Міллер           | 2 епізоди   |
| 1961-1965 | «Вулиця коронацій»               | Coronation Street                 | різні ролі           | 8 епізодів  |
| 1961      | «Месники»                        | The Avengers                      | Річард Треддінг      | 2 епізоди   |
| 1961      | «Театр у кріслі»                 | Armchair Theatre                  | Сер Рональд Катергем | 1 епізод    |
| 1962      | «10 відділ швидкої допомоги»     | Emergency-Ward 10                 | пан Сейлз            | 1 епізод    |
| 1962      | «Цілком таємно»                  | Top Secret                        | лікар                | 1 епізод    |
| 1962      | «Меґре»                          | Maigret                           | Деміан               | 1 епізод    |
| 1962-1963 | «Автомобілі Z»                   | Z Cars                            | садівник/інспектор   | 2 епізоди   |
| 1963      | «Саспенс»                        | Suspense                          | інспектор            | 1 епізод    |
| 1963      | «BBC: П'єса недільного вечора»   | BBC Sunday-Night Play             | Барроуз              | 1 епізод    |
| 1963      | «Таємничі незнайомці»            | Unearthly Stranger                | Джон Ланкастер       | 1 епізод    |
| 1963      | «Мопассан»                       | Maupassant                        | лікар                | 1 епізод    |
| 1963      | «Святий»                         | The Saint                         | інспектор Карлтон    | 1 епізод    |
| 1963-1972 | «Любовна історія»                | Love Story                        | Чарльз/Білл          | 3 епізоди   |
| 1964      | «Без прихованого місця»          | No Hiding Place                   | Френч                | 2 епізоди   |
| 1964      | «Таємничий театр Едгара Воллеса» | The Edgar Wallace Mystery Theatre | інспектор            | 1 епізод    |
| 1964      | «Театр 625»                      | Theatre 625                       | капітан Гіббс        | 1 епізод    |
| 1964      | «Крейн»                          | Crane                             | Борис                | 1 епізод    |
| 1964      | «Парад історій»                  | Story Parade                      | Беннетт              | 1 епізод    |
| 1965      | «Шантаж»                         | Blackmail                         | пан Петтерсон        | 1 епізод    |
| 1966-1967 | «Ловці щурів»                    | The Rat Catchers                  | Девідсон             | 25 епізодів |
| 1970      | «Робітник»                       | The Worker                        | полковник Плейфер    | 1 епізод    |
| 1971-1973 | «Справедливість»                 | Justice                           | сер Джон Галахер     | 17 епізодів |
| 1973      | «Чорне та блакитне»              | Black and Blue                    | Гейміс               | 1 епізод    |
| 1974      | «Розповіді про патера Брауна»    | Father Brown                      | Треверс              | 1 епізод    |
| 1976      |                                  | Star Maidens                      | Сфорза               | 1 епізод    |
| 1983      | «Бержерак»                       | Bergerac                          | Верріан              | 1 епізод    |
| 1984      | «Королівський суд»               | Crown Court                       | суддя                | 1 епізод    |
| 1984      | «Так, пане міністре»             | Yes Minister                      | Дункан               | 1 епізод    |
| 1985      | «Війна Дженні»                   | Jenny's War                       | святий отець         | 4 епізоди   |
| 1987      | «Великі спектаклі»               | Great Performances                | отець Леопольдо      | 1 епізод    |
| 1990      |                                  | In Sickness and in Health         | отець Ділені         | 2 епізоди   |
| 1991      | «Законник»                       | Chancer                           | сер Стівен Ангел     | 2 епізоди   |
| 1994      | «Серцебиття»                     | Heartbeat                         | Сергій               | 1 епізод    |
| 1995      | «Таємниці Рут Ренделл»           | Ruth Rendell Mysteries            | Роджер Саммерс       | 2 епізоди   |
| 1997      | «Детектив Джек Фрост»            | A Touch of Frost                  | Генрі Фінч           | 1 епізод    |
| 1998      | «Якась справедливість»           | A Certain Justice                 | Едмунд Фроггетт      | 3 епізоди   |